# Bruckner Károly
Bruckner Károly (németül: Karl Kristian Gottlieb Bruckner; Felsőlövő, 1863. december 24. – Pinkafő, 1945. július 26.) tanár, a késmárki líceum igazgatója.

## Élete
Johann Georg Bruckner cipész tíz gyermeke közül a legidősebb volt. Öccse Bruckner Győző (1877-1962) jogász, jogakadémiai tanár, az MTA tagja, fia Bruckner Győző (1900-1980) kémikus. Felesége 1895 decemberétől Gretzmacher Gréta, az egyik késmárki tanító lánya.
Gottlieb August Wimmer hatására Felsőlövőn Szegények tanítóképző szeminárium alakult. Itt és más evangélikus intézményekben tanult Bruckner Károly. Budapesten matematika-fizikát tanult. 1889-től segédtanár a késmárki líceumban. Rajzoló mértant, magyar és német nyelvet és szépírást tanított, később matematika-fizika szakos volt. Öccse Bruckner Ottó is 1889-től Késmárkon tanított, majd a polgári iskola igazgatója lett. Fiatalabb öccsük Győző is Késmárkon tanult. 1895-ben Budapesten vizsgázott a tanítóképzőben.
1899-1906 és 1912-1929 között a késmárki líceum (gimnázium) igazgatója volt. Igazgatósága alatt épült a gimnázium új épülete. 1902-ben alapította az ún. Késmárki Szabad Líceumot (Freies Lyzeum), ahol az egyszerű népet tanította. A csehszlovák államfordulat után Lipták Jánossal kidolgozta a tanintézmény új alapszabályzatát, hogy a prágai oktatási minisztérium elfogadja az iskolát, de a késmárki líceum így is reálgimnáziummá alakult. Bruckner még Masaryk elnöknél is közbenjárt. A második világháború végén a front elől a szülőfalujába menekült.
Az ő támogatásával alakult a Német Kultúrszövetség (Deutscher Kulturverband). 1892-1895 között az Magyar Turista Egyesület Tátra osztályának titkára volt. Szerkesztette a líceum évkönyveit, a Karpathen-Post szerkesztője, a Szepesi Hírnök (Zipser Bote) munkatársa volt. A Késmárki Szabad Líceum és a Munkás Gimnázium elnöke, az Országos Középiskolai Tanáregyesület szepes-liptói körének elnöke, a Szepesi Tanítóegyesület és Ovókör, a Szepesmegyei Történelmi Társulat, az Északmagyarországi Színikerület, a Felvidéki Magyar Közművelődési Egyesület szepesmegyei bizottságának és a Felvidéki Írók és Hírlapírók Szövetségének, a Magyar Tátraegyesületnek választmányi tagja, a városi óvoda gondnoka, az állami népiskola gondnoksági tagja, az ev. nép- és polgári leányiskola iskolaszékének tagja, a Hajnóczi Tanulóotthon felügyelőbizottságának elnöke, a városi képviselőtestület választott tagja. Több helybeli egylet választmányi tagja és tisztviselője. Késmárkon és a vidéken több szabad líceumi előadást tartott. 15 éven át a késmárki evangélikus egyházközség titkára volt, 1923-ig a presbitérium tagja.

## Művei
- 1911 Késmárki Kalauz (tsz. Bruckner Győző)
- 1933 Memorabilia Lycei Kesmarkiensis magistrorum discipulorumque dicta et facta